# Borg McEnroe

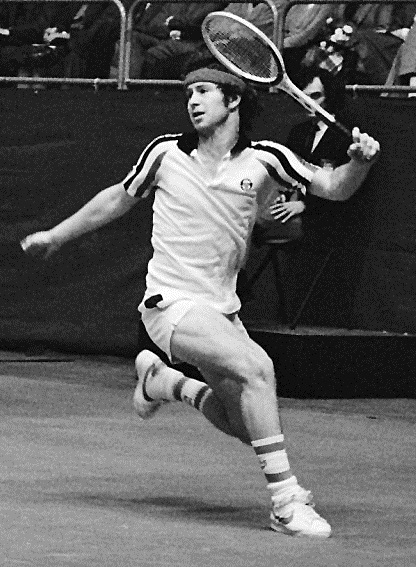
John McEnroe, ici en 1979.

Pour les articles homonymes, voir Borg et McEnroe.
Pour plus de détails, voir Fiche technique et Distribution.
Borg McEnroe (parfois écrit Borg/McEnroe) est un film suédo-finno-danois réalisé par Janus Metz Pedersen, sorti en 2017. Il s'agit d'un film biographique sur la rivalité entre les deux tennismen Björn Borg et John McEnroe en 1980.

## Synopsis
À la fin des années 1970, la rivalité est intense entre les deux tennismen Björn Borg et John McEnroe. Le calme et l'expérience du Suédois s'opposent à la fougue et au caractère explosif de l'Américain. Björn Borg, alors numéro un mondial, est une superstar mondiale, alors que McEnroe est fortement critiqué pour son attitude et son langage sur le court. Malgré le soutien indéfectible de sa fiancée Mariana Simionescu et de son entraîneur Lennart Bergelin, Borg est cependant rempli de doutes à l'idée d'aller chercher un 5e titre d’affilée lors du tournoi de Wimbledon 1980. La rivalité entre les deux hommes atteint notamment son paroxysme lors de la finale du tournoi, le 5 juillet 1980.

## Fiche technique
Sauf indication contraire, les informations mentionnées dans cette section peuvent être confirmées par la base de données cinématographiques IMDb,  présente dans la section « Liens externes ».
- Titre original : Borg McEnroe ou Borg
- Titre français : Borg McEnroe ou Borg/McEnroe
- Autre titre anglophone : Borg vs. McEnroe (utilisé par exemple au Royaume-Uni)
- Réalisation : Janus Metz Pedersen
- Scénario : Ronnie Sandahl (sv)
- Décors : Lina Nordqvist
- Costumes : Kicki Ilander (sv)
- Photographie : Niels Thastum
- Montage : Per K. Kirkegaard et Per Sandholt
- Musique : Vladislav Delay, Jon Ekstrand, Carl-Johan Sevedag et Jonas Struck
- Production : Jon Nohrstedt et Fredrik Wikström Nicastro (en)
- Coproduction : Olli Haikka (en), Kristina Hejduková, Jarkko Hentula (en), Pavel Muller, Birgitte Skov
- Sociétés de production : SF Studios, Det Danske Filminstitut, Film i Väst, Finnish Film Foundation (en), Nordisk Film, SVT, l'Institut suédois du film et Yellow Film & TV (en)
- Sociétés de distribution : Nordisk Film (Scandinavie), Pretty Pictures (France)
- Budget : 65 000 000 SEK
- Pays d'origine :  Suède,  Finlande et  Danemark
- Langue originale : anglais, suédois
- Format : couleur
- Genre : biopic, sport
- Durée : 108 minutes (1 h 48)
- Dates de sortie[1] :
  - Suède : 15 septembre 2017
  - France : 8 novembre 2017

## Distribution
- Sverrir Gudnason (VFB : Michelangelo Marchese) : Björn Borg
- Shia LaBeouf (VFB : Damien Gillard) : John McEnroe
- Stellan Skarsgård (VFB : Daniel Nicodème) : Lennart Bergelin
- Tuva Novotny (VFB : Maia Baran) : Mariana Simionescu
- Scott Arthur (VFB : Sébastien Hébrant) : Peter Fleming
- Robert Emms (VFB : Antoni Lo Presti) : Vitas Gerulaitis
- David Bamber : George Barnes, le commentateur de Wimbledon
- Björn Granath (VFB : Alexandre von Sivers) : Bengt Grive (sv)
- Tom Datnow : Jimmy Connors
- Vincent Eriksson : Brian Gottfried
- Leo Borg (fils de Björn Borg)[2] : Björn Borg, âgé de 9 à 13 ans
- Marcus Mossberg : Björn Borg adolescent
- Demetri Goritsas : agent de Borg
- Roy McCrerey : agent de Borg
- Mats Blomgren (sv) : Rune Borg
- Julia Marko-Nord : Margareta Borg
- Jane Perry : Kay McEnroe
- Jackson Gann : John McEnroe jeune
- Jason Forbes : Arthur Ashe
- Colin Stinton : le présentateur de télévision
- Thomas Hedengran : Lennart Hyland (sv)
- Claes Ljungmark : Mats Hasselqvist, président de la Fédération de Suède de Tennis
- Val Jobara : Ilie Nastase

version française réalisée par la société de doublage[Laquelle ?], sous la direction artistique de Bruno Buidin, avec l'adaptation des dialogues de Marc Girard-Igor.

## Production

### Genèse et développement
En mai 2016, il est annoncé qu'un film sur la rivalité Borg-McEnroe est en développement. Le film sera réalisé par le danois Janus Metz Pedersen (principalement connu pour le documentaire Armadillo), avec un scénario de l'auteur suédois Ronnie Sandahl (sv),,. Le film est notamment produit par Jon Nohrstedt et Fredrik Wikström Nicastro (en),. Nordisk Film distribuera le film en Scandinavie, alors que SF Studios se charge de l'international. En France, le film sera distribué par Pretty Pictures.

### Attribution des rôles
En mai 2016, Sverrir Gudnason et Shia LaBeouf sont annoncées respectivement pour incarner Björn Borg et John McEnroe.
Stellan Skarsgård est ensuite engagé comme le rôle de l'entraineur Lennart Bergelin,. En août 2016, il est annoncé que Tuva Novotny et Robert Emms joueront respectivement Mariana Simionescu et Vitas Gerulaitis,.
Leo Borg, le fils de Björn Borg, incarne son père âgé de 9 à 13 ans.

### Tournage
Le tournage débute en août 2016. Il a lieu à Göteborg, Prague, Londres et Monaco. Quelques scènes sont tournées dans la ville natale de Björn Borg, Södertälje. Le Centre Court de Wimbledon est recréé dans la tennis area de Štvanice à Prague.
Pour se préparer, les deux acteurs principaux se sont entraînés avec Jarkko Nieminen et Veli Paloheimo.

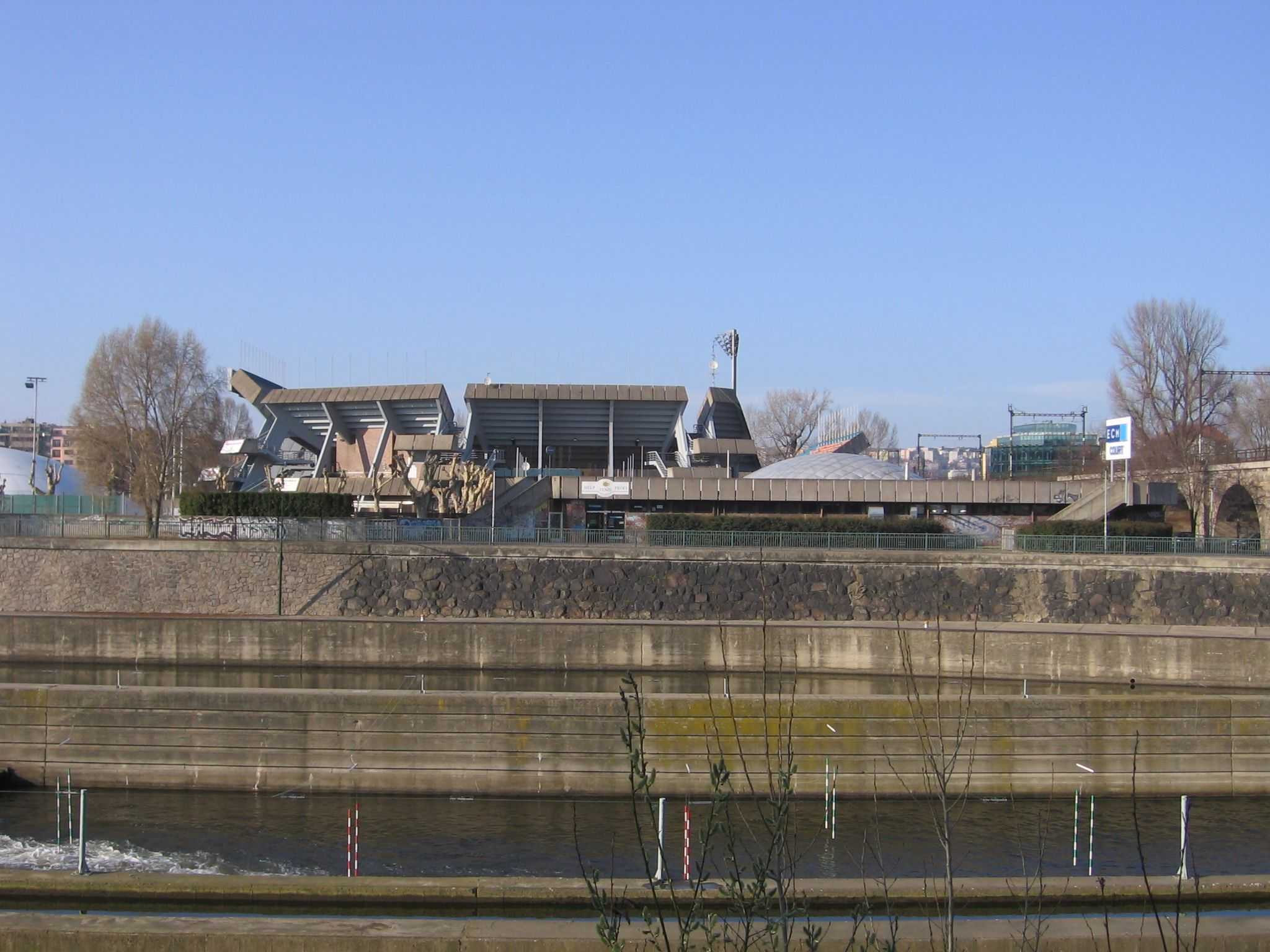
Tennis area de Štvanice.

### Musique
La musique du film est composée par Vladislav Delay, Jon Ekstrand, Carl-Johan Sevedag et Jonas Struck. On peut par ailleurs entendre dans le film les chansons Call Me de Blondie et The Big Beat de Billy Squier (en).
Liste des titres
1. Prologue (1:40)
2. The Balcony (2:05)
3. Garage - The Beginning (0:56)
4. Tuning the Rackets (1:48)
5. Rivalry (1:16)
6. Ice Skating (1:02)
7. The Pact (1:04)
8. Mcenroe Press Conference (1:02)
9. 8mm Memories (1:16)
10. Pinball (1:01)
11. Running into the Woods (1:28)
12. Labbe Talks (2:16)
13. Suspicious Rituals (1:33)
14. Be There When He Falls (0:52)
15. Discovering Borg (1:03)
16. First Round (1:05)
17. Peter & John (1:16)
18. Björn & Labbe (0:59)
19. Meeting the Press (0:54)
20. Semifinal (2:56)
21. Labbe Returns (2:24)
22. Studio 54 (0:48)
23. Borg Theme (1:55)
24. Searching for Inner Strength (1:41)
25. The Art of Tennis (3:07)
26. Final Match Point (2:54)
27. Winning (2:18)
28. The Airport (2:12)
29. The End (2:24)

## Sortie

### Critique
Le film reçoit des critiques plutôt positives. Sur l'agrégateur américain Rotten Tomatoes, le film obtient 74 % d'opinions favorables pour 53 critiques et une note moyenne de 6⁄10. Sur Metacritic, le film décroche une moyenne de 57⁄100 pour 13 critiques.
En France, le film obtient une moyenne de 3,5⁄5 sur le site Allociné, qui recense 24 titres de presse. Du côté des avis positifs, Caroline Vié de 20 minutes écrit notamment « Gudnason est remarquable ». Dans Cinemateaser, Emmanuelle Spadacenta
décrit quant à elle le film comme « des portraits précis de deux hommes qui exprimaient différemment la même détermination ». Pour Françoise Delbecq de Elle « Le grand frisson est au rendez-vous ! ». Dans Le Dauphiné libéré, Jean Serroy écrit quant à lui « Un sujet en or pour un film qui non seulement fait revivre par une reconstitution léchée une des grandes rivalités sportives du siècle, mais qui illustre un art du scénario et de la dramaturgie que ne renierait pas Hollywood ». Éric Neuhoff du Figaro écrit notamment « Shia LaBeouf, teigneux, imprévisible et touchant, trouve là son meilleur rôle. Sverrir Gudnason est quasiment un sosie de Borg. On admire autant l'un que l'autre. Janus Metz filme ces gladiateurs des temps modernes à la bonne distance. » Stéphanie Belpêche du Journal du dimanche remarque que « On a beau connaître l'issue de leur duel ultra-serré, réputé être le "match du siècle", le biopic, passionnant et intense, parvient à maintenir le suspense ». Dans Les Fiches du cinéma, Michael Ghennam écrit quant à lui « Plus profond que le commun des biopics, le film de Janus Metz donne à voir les mécanismes psychologiques d’un champion ». Nicolas Guillermin de L'Humanité note « quelques invraisemblances, oubli ou anachronisme » mais apprécie la dramaturgie du film qui « offre une réjouissante plongée dans l’univers de la petite balle, blanche à l’époque, où les joueurs étaient des rock stars, pas encore aseptisés par le sport business ». Fabien Reyr du site Critikat souligne le travail du réalisateur qui « tire de ce match (et des semaines qui le précèdent) un film rondement mené, qui parvient à captiver et à maintenir de bout en bout une vraie tension, même si l’on en connaît l’issue ».
Du côté des critiques négatives, on peut lire dans les Cahiers du cinéma, sous la plume de Joachim Lepastier, « Sans surprise, tout mène au combat des chefs avec une emphase de réalisation (grosse musique, ralentis) et un recours abusif aux flash-back sur des traumas d’enfance qui ne rendent pas justice à l’engagement des deux interprètes ». François Forestier de L'Obs écrit notamment « Le dernier quart d'heure consacré au match donne très envie de revoir le vrai. Sport : un. Cinéma : zéro ».

### Box-office
| Pays ou région | Box-office     | Date d'arrêt du box-office | Nombre de semaines |
| -------------- | -------------- | -------------------------- | ------------------ |
| France         | 39 303 entrées |                            |                    |
| Norvège        | 16 977 $       |                            |                    |
| Finlande       | 71 527 $       | -                          |                    |
| Italie         | 2 294 305 $    | -                          |                    |
| Royaume-Uni    | 137 578 $      | -                          |                    |
| Mondial        | 2 659 140 $    | -                          |                    |

## À noter
- Lors de certaines scènes, des joueurs de tennis professionnels doublent les acteurs : le finlandais Henrik Sillanpää (en) pour Borg[19], le danois Thomas Kromann (da) pour McEnroe[20] et le slovaque Adrian Sikora pour Fleming. Les autres joueurs sont quant à eux directement interprétés par des joueurs de tennis : Mohamed Shabib (Ismail El Shafei), Igor Tubic (Rod Frawley), et Vincent Eriksson (Brian Gottfried). Notons également que trois figurants jouent les membres de l'équipe de Suède de Coupe Davis lors de la rencontre en 1972 contre la Nouvelle-Zélande d'Onny Parun, à savoir Ove Bengtson, Kjell Johansson et Tenny Svensson.